# Abou Hammou Moussa Ier
Abou Hammou Moussa Ier (1266 - 1318) est le quatrième sultan zianide du royaume de Tlemcen, au Maghreb central (Algérie). Fils de Abou Saïd Uthman I et frére de Abou Zayyan I, il a régné de 1308 à 1318. Il fut assassiné par son fils Abû Tâshfîn.

## Biographie
Abou Hammou Moussa I est née en 1226, lorsqu'il accède au trône de Tlemcen, il essaya d'abord de réparer les dégâts causés par les Mérinides à la suite du siège de Tlemcen. Abou Hammou poursuit la politique de son frère et poursuit l'expansion dans la vallée du Chlef, restaurant ainsi l'autorité des zianides sur les tribus des banu Tujin et les Maghraouas et rétablis son autorité sur les villes côtières de Bejaia et Constantine,. Les fortifications du royaume sont renforcés, le sultan fait construire des remparts et amasse les réserves dans les silos. Il parvient à empêcher l'expansion des Mérinides au delà de la ville de Oujda,. Sa principale préoccupation étant de maintenir une armée puissante. Il maltraite souvent son fils Abû Tâshfîn, qui l'assassine et lui succède au trône on 22 Jumada I 718 (22 juillet 1318).

## L'Alliance Tlemcen-Grenade face à la coalition Mérinide-Chrétienne
Sous le règne de Abou Hammou, une alliance se forme avec le roi Nasride Abu al-Juyuch Nasr en 1309 contre une coalition formée par l'Aragon, Castille et les Mérinides. Des guerriers de foi sont recrutés par le gouverneur Nasride d'Alméria dans le port d'Oran et celui de Honaïne dans le sultanat zianide. Ces soldats apporteront leurs énergiques soutiens aux guerriers de Grenade.